# Марковська (Афанасьєвський район)
Ма́рковська (рос. Марковская) — присілок у складі Афанасьєвського району Кіровської області, Росія. Входить до складу Ічетовкінського сільського поселення.
Населення становить 18 осіб (2010, 39 у 2002).
Національний склад станом на 2002 рік — росіяни 100 %.